# Psammitis nenilini
Psammitis nenilini is een spinnensoort uit de familie van de krabspinnen (Thomisidae).
De wetenschappelijke naam van de soort werd in 1989 als Xysticus nenilini gepubliceerd door Joeri Michailovitsj Maroesik.